# Pierre Bourgoin (résistant)
Pour les articles homonymes, voir Bourgoin.
Ne pas confondre avec Pierre-Louis Bourgoin, lui aussi compagnon de la Libération.

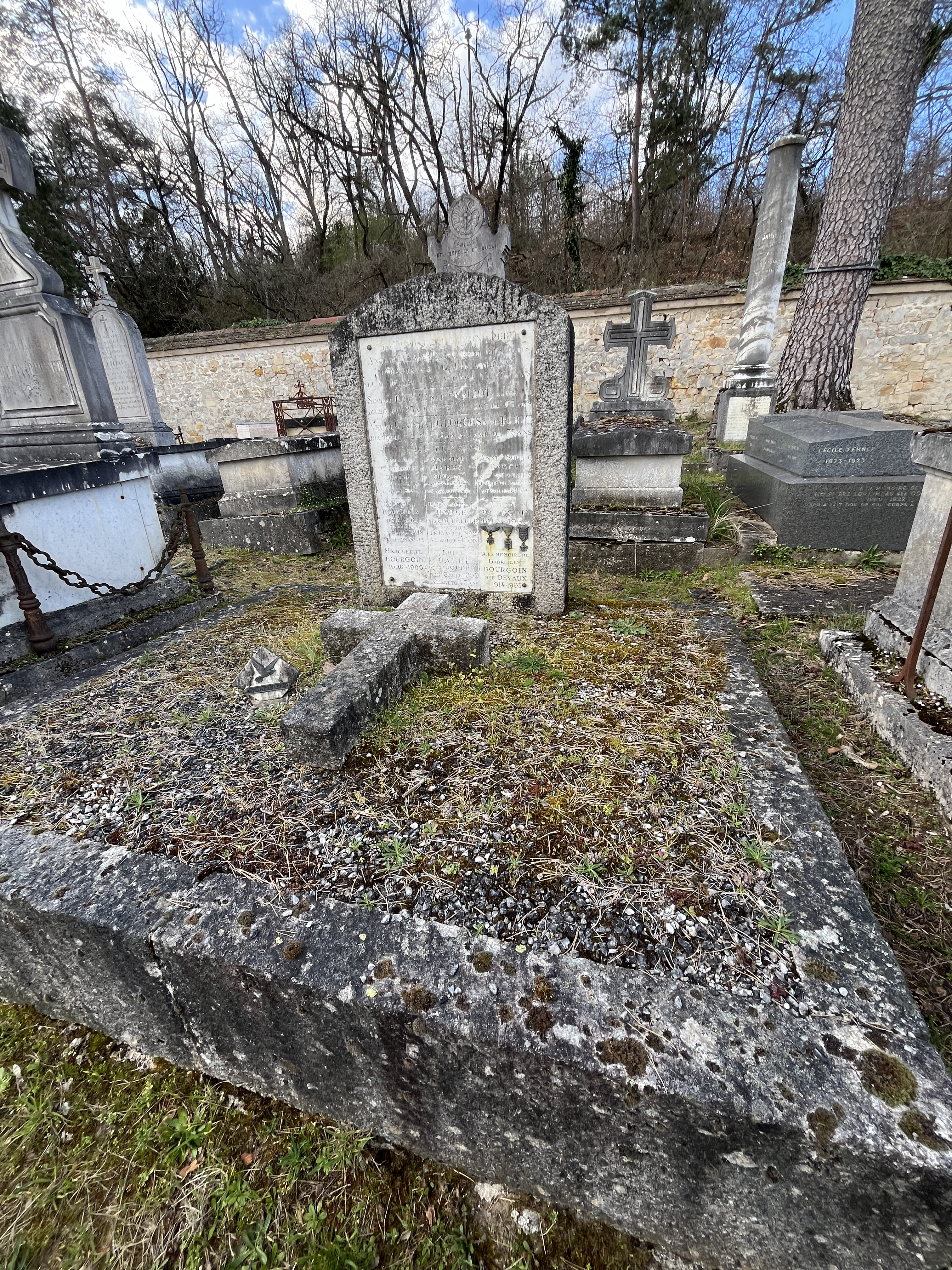
Sépulture de Pierre Jean Bourgoin au cimetière de Fontainebleau.

Pierre Jean Bourgoin, né le 21 avril 1912 à Fontainebleau et mort le  23 juin 1966 à Courbevoie, est un Français libre et compagnon de la Libération, membre de la 13e demi-brigade de Légion étrangère.

## Décorations
- Commandeur de la Légion d'honneur
- Compagnon de la Libération (décret du 20 novembre 1944)[2]
- Croix de guerre 1939–1945 (6 citations)
- Médaille coloniale avec agrafes « Libye », « Bir-Hakeim », « Tunisie »
- Chevalier de l'ordre des Palmes académiques
- Officier de l'Ordre du Mérite civil
- Chevalier de l'ordre du Mérite social
- Silver Star Medal (États-Unis)

## Hommages
La 61e promotion de l’École nationale supérieure de la Police porte son nom